# Пріон гофський
Пріон гофський (Pachyptila macgillivrayi) — морський птах родини буревісникових (Procellariidae). Раніше вважався конспецифічним з пріоном малим, але тепер вважається окремим видом на основі молекулярно-філогенетичного аналізу та порівняння морфології дзьоба, опублікованого в 2022 році.

## Поширення
Поширений в південній півкулі. Гофський пріон спочатку був описаний на острові Сен-Поль і острові Амстердам на півдні Індійського океану. Він вимер на острові Амстердам і приурочений до Рош-Кілле, скелястого скупчення на невеликій відстані від східної сторони острова Сен-Поль, де популяція оцінюється в 150—200 пар. Однак на даний момент вважається, що вид також включає нещодавно визнану форму тонкодзьобого пріона, яка розмножується асинхронно з пріоном широкодзьобим (P. vittata) на острові Гоф на півдні Атлантичного океану.

## Опис
Птах має довжину від 25 до 28 см, сірого кольору зверху з чорною W-подібною смугою на крилах і спині та вузькою чорною кінцевою смугою на хвості. Помітно ширший дзьоб відрізняє вид від пріона малого.